# Мадхав Сатвалекар
Мадхав Сатвалекар (*13 серпня 1915 —2006) — індійський сучасний художник, майстер ландшафтного живопису.

## Життєпис
Походив з брамінської родини. Син Шріпада Дамодара Сатвалекара, художника та знавця вед, який викладав у Лахорі. Дитиною разом з родиною перебирається до маратхського князівства Аунд (область Декан), де його батько тривалий час служив радником місцевого магараджі.
Замолоду проявив хист до малювання. Тому спочатку навчався у Школі мистецтв у Бомбеї, де отримав у 1935 році нагрудний знак найкращого учня. У 1937–1940 роках проходить навчання у мистецьких школах Флоренції, Лондону та Парижу.
Після повернення до Індії починає займатися самостійною творчістю. У 1945 році у Бомбеї відбулася його перша персональна виставка. Починаючи з 1949 року проходять виставки у Кенії (тоді ще Британська Східна Африка, в Європі, країнах Близького Сходу. У 1950 році повертається до Індії.
У 1970-1980-х роках працював в уряді штату Махараштра як директор мистецтв. Останні роки життя присвятив лише написанню робіт, а також виступам з лекціями стосовно сучасного мистецтва.

## Творчість
У своїй творчості поєднував досягнення індійського мистецтва з європейським. Продовжив та розвинув традиції, закладені Амрітою Шер-Гіл. Він поєднує європейське розуміння лінійної і повітряної перспективи зі східною декоративністю. Його інтенсивні за кольором композиції володіють виразною лінією і пластичністю обсягів, що виключають все другорядне. Мадхав Сатвалекар був наділений здатністю переконливо висловити національний характер своїх персонажів.
Під час своїх подорожей споглядав за життя простих людей, тоді ж ним були створені найкращі жанрові полотна, зокрема «За очищенням гвоздики. О.Занзібар», «Повернення додому».